# Совка Трейчке
Совка трейчке (Periphanes treitschkei) — вид комах з родини Noctuidae. Один з 3 видів роду, один з 2 видів роду у фауні України.

## Морфологічні ознаки
Розмах крил становить 26–32 мм. Основний фон передніх крил рожево-жовтий з рожевими поперечними серединною та підкраєвою смугами та лініями. Задні крила рожево-жовті з темнішими жилками та зовнішнім краєм. Торочка на обох парах крил плямиста з рожевими та жовтими проміжками.

## Поширення
Балканський півострів та Кавказ, Мала та Передня Азія (Туреччина, Сирія, Іран, Ізраїль, Вірменія). В Україні зустрічається в Кримських горах.

## Особливості біології
Дає 1 генерацію на рік. Метелики літають у червні, гусінь живиться на мелісі. Зустрічається у трав'янистих ценозах на гірських схилах та яйлах до висоти 800 м н.р.м.

## Загрози та охорона
Загрози: надмірне випасання худоби на гірських луках, велике рекреаційне навантаження.